# 京那巴鲁国家公园
京那巴魯國家公園或稱神山國家公園、基纳巴卢山公园、京那峇魯國家公園，位於马来西亚沙巴西海岸省，面積753.7平方公里，成立於1964年。該公園1984年被列為東協遺產公園，2000年獲聯合國教科文化組織通過成為世界遗产，為馬來西亞第一個自然遗产。
京那巴魯國家公園以豐富的生物多樣性著稱，京那巴魯地區有5,000－6,000種植物，超過所有被子植物的一半。另外有多個特有種和瀕危物種，包括馬來王豬籠草、豹斑猪笼草、京那巴魯麝鼩、京那巴鲁类蛭等，在東南亞的生物群中占有重要的地位。

## 歷史沿革
克洛克山脉的最高峰京那巴鲁山被當地原住民卡达山－杜顺人視為神山，稱為「Aki Nabalu」，意為祖靈所在之地。1851年3月休·洛首次攀登京那巴鲁山頂峰，京那峇魯山的最高峰——羅氏峰（Low's Peak）即以休·洛的名字命名。
1961年，皇家澳大利亞工程兵團的戈登·卡特少校成立了京那巴魯紀念委員會，以紀念1944年山打根死亡行軍中被殺害的1,787名澳大利亞和641名英國戰俘，以及冒著生命危險幫助他們的當地民眾。1962－1963年皇家京那巴魯科學學會對於該區域進行探索，之後形成京那巴魯保護區建立的基礎。埃德雷德·科納教授將探索成果彙整為總結報告，之後卡特少校擬定了《設置京那巴魯國家公園提案》並提交給北婆羅洲直轄殖民地總督，1964年成立京那巴魯國家公園。1984年，京那巴魯國家公園被指定為東協遺產公園。2000年京那巴魯國家公園獲聯合國教科文化組織通過成為世界遗产。

## 地理
京那巴魯國家公園位於婆罗洲北端的馬來西亞沙巴，在沙巴首府亞庇西方83公里處。公園範圍介於北緯6度至6度29分，東經116度21分至116度45分之間，海拔介於152－4,095公尺之間，公園內有兩座主要山峰，一為東南亞最高峰京那巴鲁山，標高4,095公尺；二為京那巴鲁山東北方不遠處的担布尤贡山，標高2,579公尺。京那巴鲁山有廣闊的山頂高原，除了主峰之外，附近有7座超過3,900公尺的頂峰（peak）。其地質由1,500萬年前形成的侵入性花崗岩，100萬年前因地殻運動向上推升，再經持續進行的地殻運動造成今日景觀。京那巴魯山的造山運動仍持續進行中，估計每年上升0.5公厘。

### 氣候
京那巴魯國家公園屬於熱帶雨林氣候，二月至五月降雨量較少，十月至隔年一月降雨量較多。位於海拔1,563公尺的公園總部，平均溫度約為攝氏20度，每日溫差為攝氏7－9度，年平均降雨量為2,380公厘。山上氣候十分多變，清晨時出現陽光，但午後常常雲霧繚繞，遮蔽了山體。下午迎風坡通常會有陣雨。在某些年份，厄尔尼诺-南方涛动现象會導致長期乾旱，對公園植被產生嚴重的影響。

## 生態

### 植物
京那巴魯國家公園的植被包括热带雨林（占35%）、熱帶山地森林（占37%）、亞高山森林和灌木叢，超基性岩（蛇紋石）上特有的植被（占16%）。根據比曼（Beaman）1998年的研究，京那巴魯地區有5,000－6,000種植物，分屬200多個科、1,000多個屬，超過所有被子植物的一半，包括大量的特有物種和瀕危物種。在2008年IUCN紅色名錄中，沙巴有60種極危物種、34種瀕危物種，主要為植物和有商業價值的樹木。此地植物種類豐富，為少數可與新幾內亞、喜马拉雅山脉東部或安地斯山脈媲美之山地區域。
京那巴魯國家公園有121個屬1,200種蘭花，包括至少5種罕見的兜蘭，如羅氏兜蘭、戴氏兜蘭。有610種蕨類植物，比整個熱帶非洲還多。10種豬籠草，其中豹斑猪笼草、馬來王豬籠草、爱德华猪笼草、长毛猪笼草為當地特有種。27種杜鵑花，5種為特有種。78種榕樹，52種棕櫚樹，6種竹子，30種薑。

### 動物
京那巴魯國家公園擁有婆羅洲一半的鳥類、哺乳動物、兩棲動物物種，以及三分之二的婆羅洲爬行動物物種。90種低地哺乳动物、22種山地哺乳動物和326種鳥類。
特色動物包括哺乳類馬來穿山甲、婆羅洲猩猩、銀白長臂猿、何氏葉猴、栗紅葉猴、西部眼鏡猴、婆羅洲懶猴、马来熊、伊氏鼬獾、婆罗洲云豹、婆羅洲金貓、纹猫、水鹿、京那巴魯麝鼩等。特色鳥類包括山蛇鵰、馬來犀鳥、赤胸山鹧鸪、紅頭鷓鴣、黑黃鸝、慄頰蟆口鴟、丽绿阔嘴鸟、埃氏地鶇等。其他包括京那巴鲁类蛭、基納巴盧巨型蚯蚓、京那巴魯蜓蜥等。

## 世界遺產登錄
2000年11月至12月，第24屆世界遺產委員會於澳大利亚凱恩斯召開，由馬來西亞申報的項目「基纳巴卢山公园」經大會通過，成為馬來西亞第一個自然遺產，編號為1012。世界遺產委員會指出，基纳巴卢山公园擁有一系列特殊的自然生態系統，植物種類豐富，為全球重要的植物特有種中心。
该世界遗产被认为满足世界遺產登錄基準中的以下基準而予以登錄：
- （ix）在陆上、淡水、沿海及海洋生态系统及动植物群的演化与发展上，代表持续进行中的生态学及生物学过程的显著例子。
- （x）拥有最重要及显著的多元性生物自然生态栖息地，包含从保育或科学的角度来看，符合普世价值的濒临绝种动物种。

| 世界遺產編號 | 名稱           | 所在地              | 保護範圍   |
| ------------ | -------------- | ------------------- | ---------- |
| 1012         | 基纳巴卢山公园 | 6°15'0"N 116°30'0"E | 75,370公頃 |

## 旅遊
京那巴魯國家公園為沙巴熱門旅遊勝地，根據官方統計，2009年有25萬人造訪該公園，其中有4.7萬人申請攀登京那巴魯山。攀登京那巴魯山由標高1,829公尺的登山口至主峰頂約8.7公里，一般遊客約需2天1夜時間，是當地極受歡迎的登山路線，吸引眾多各國登山客造訪。

## 圖集

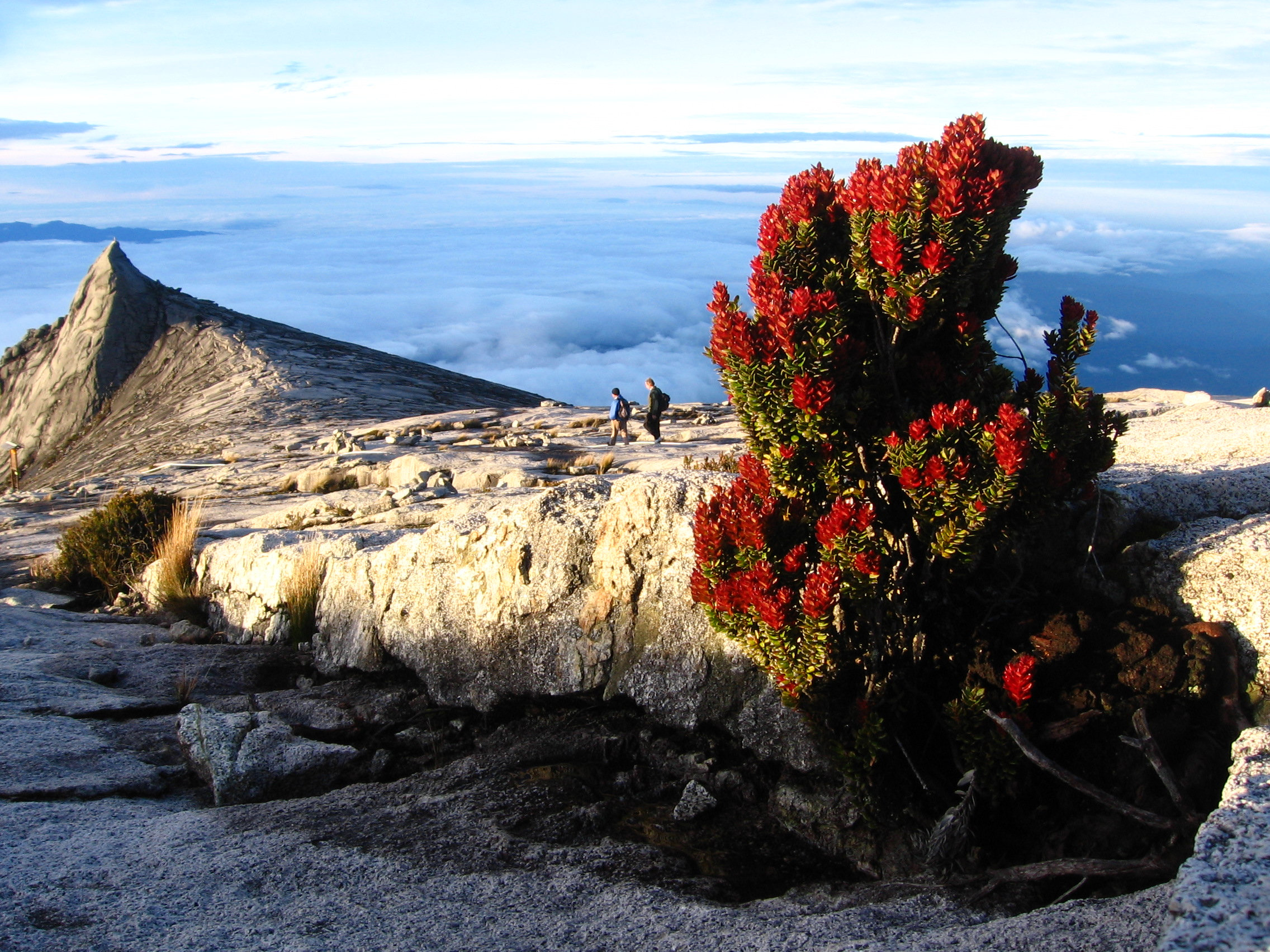
京那巴魯山頂景色
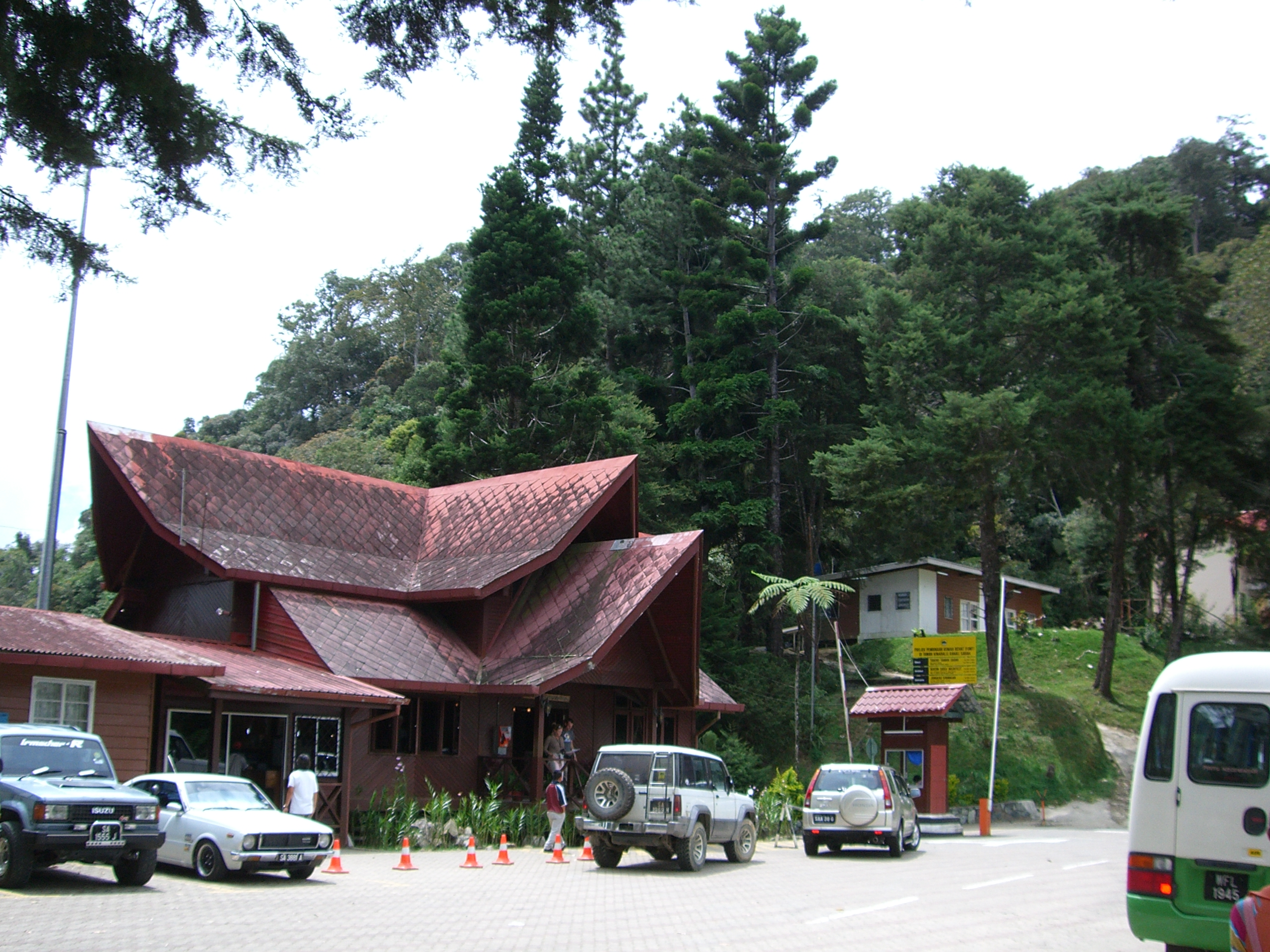
國家公園管理處
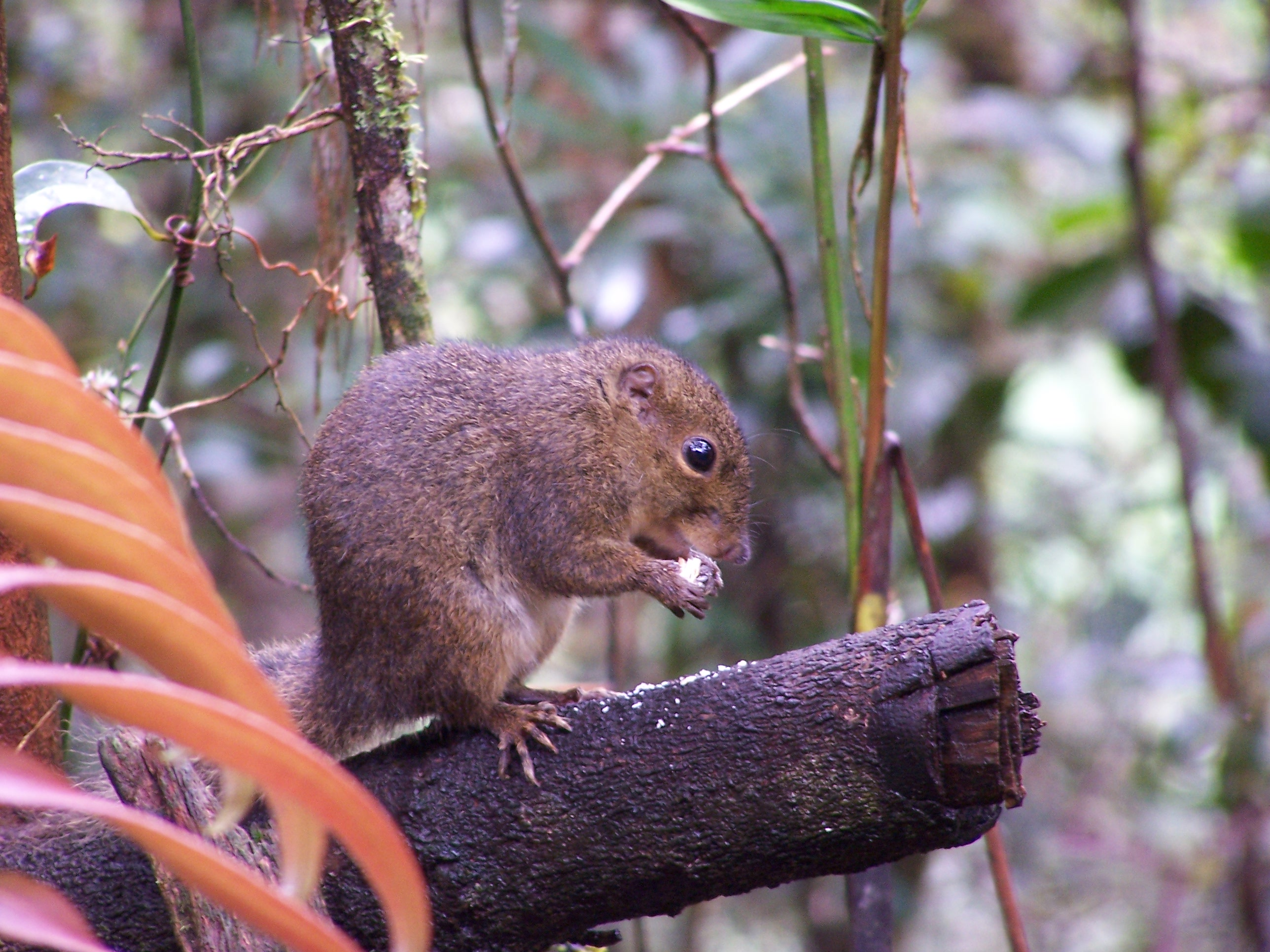
國家公園內的松鼠，可能是纖小馬尾松鼠（英语：Slender squirrel）
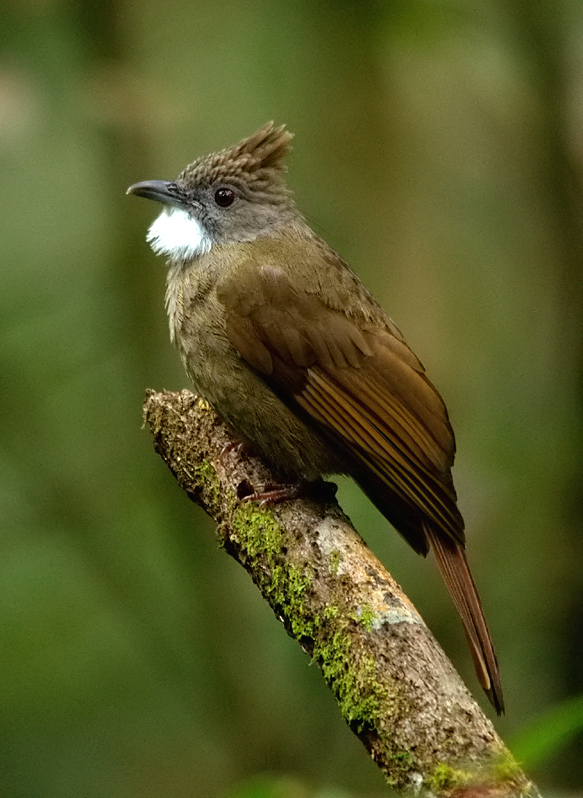
白喉褐冠鵯
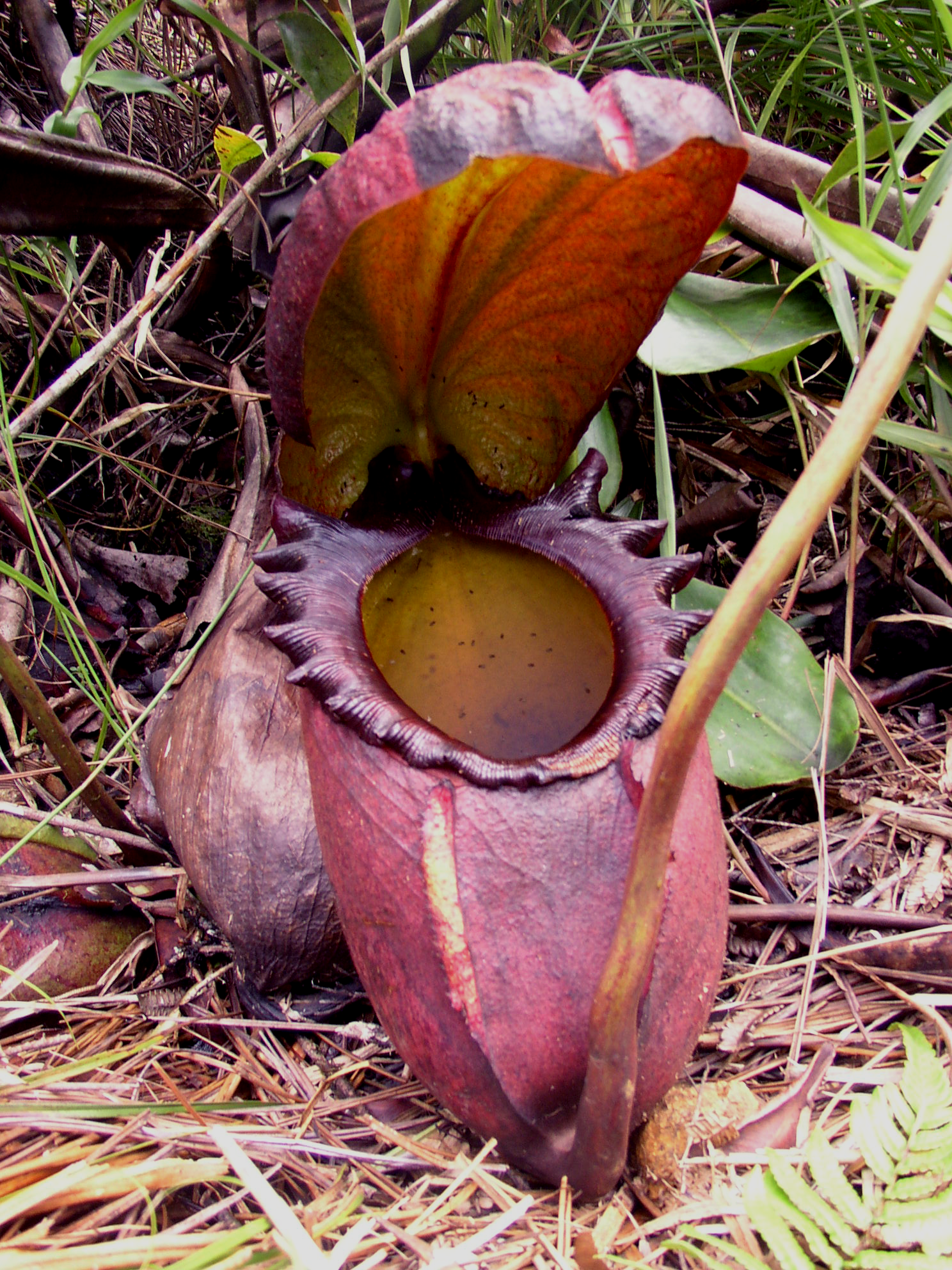
馬來王豬籠草的下位籠

## 外部連結
- 沙巴公園信託局－京那巴魯國家公園（页面存档备份，存于）（英文）
- 沙巴旅游局－基那巴鲁公园（页面存档备份，存于）（简体中文）